# Лубен Пампулов
Лубен Пампулов (нім. Luben Pampoulov; нар. 14 березня 1981) — колишній австрійський тенісист.
Найвищу одиночну позицію світового рейтингу — 392 місце досяг 9 жовтня 2000, парну — 346 місце — 25 червня 2001 року.
Здобув 1 парний титул.

## Титули на челленджерах

### Парний розряд: (1)
| Рік  | Турнір          | Покриття | Партнер    | Суперники             | Рахунок  |
| ---- | --------------- | -------- | ---------- | --------------------- | -------- |
| 2003 | Софія, Болгарія | Ґрунт    | Ілія Кушев | Тодор Енев Димо Толев | 6–3, 6–1 |